# Banjol
Banjol (italsky Bagnoli) je vesnice a přímořské letovisko v Chorvatsku v Přímořsko-gorskokotarské župě. Nachází se na ostrově Rab a je součástí opčiny města Rab. Žije zde přibližně 1 700 obyvatel. Banjol je největším sídlem na ostrově Rab.
Sousedními vesnicemi jsou Barbat na Rabu, Mundanije, Palit a město Rab.